# Distretto di Pengjiang
Il distretto di Pengjiang (蓬江区S, PéngjiāngP) è un distretto della Cina, situato nella provincia del Guangdong e amministrato dalla prefettura di Jiangmen.